# أنا عالم طبيعة
أنا عالم طبيعة هو موقع ويب من نوع قاعدة بيانات تصنيفية ‏ وقاعدة بيانات على النت ومشروع علمي مواطني أنشئ في 2008، الموقع ملك أكاديمية كاليفورنيا للعلوم، وهو متوفر باللغة الإنجليزية.

## وصلات خارجية
- الموقع الرسمي